# Mesocapromys melanurus
Mesocapromys melanurus é uma espécie de roedor da família Capromyidae.
Endêmica de Cuba, onde é encontrada principalmente nas províncias orientais.